# 江戸四宿
江戸四宿（えどししゅく）、または単に四宿は、江戸時代に五街道の各々について江戸・日本橋（北緯35度41分2.5秒 東経139度46分28秒 / 北緯35.684028度 東経139.77444度）に最も近い宿場町の総称で、五街道の起点である日本橋から2里（約8 km）以内のところにあった。江戸と地方を結ぶ各街道の最初の宿場町であり、江戸の出入り口として重要な役割を担い、人・物資・情報・文化の集散地として機能し、周辺地域と異なった街並みや風格をもっていた。
各々に岡場所と呼ばれる非公認の遊廓があり、飯盛女（めしもりおんな）という名目で遊女を置いていた。
| 四宿     | 位置                                   | 接続する街道・湊  | 接続する街道・湊 | 飯盛女 の上限 |
| 四宿     | 位置                                   | 五街道            | その他           | 飯盛女 の上限 |
| -------- | -------------------------------------- | ----------------- | ---------------- | ------------- |
| 千住宿   | 北緯35度45分2.2秒 東経139度48分10秒    | 奥州道中 日光道中 | 水戸街道         | 150人         |
| 板橋宿   | 北緯35度45分18.6秒 東経139度42分33.2秒 | 中山道            | 川越街道         | 150人         |
| 内藤新宿 | 北緯35度41分19.7秒 東経139度42分33.9秒 | 甲州道中          | 青梅街道         | 150人         |
| 品川宿   | 北緯35度37分7.7秒 東経139度44分39.3秒  | 東海道            | 品川湊           | 500人         |

## 江戸四宿を題材とした作品
- 四宿の屁（古典落語）
- 明治期から大正前期に活躍した落語家・初代柳家小せん（盲小せん）の演目には、品川や新宿の岡場所を舞台にしたものがあるが、現在では昔の遊郭を知っている人がほとんどいなくなったため、一部を除き演じられる機会は少なくなって来ている。